# Festival de Cine de Whistler
El Festival de Cine de Whistler es un festival de cine celebrado en Whistler, Canadá. Establecido en 2001, el festival se desarrolla en la primera semana de diciembre e incluye una sección competitiva, donde se entregan los Premios Borsos y el Premio Pandora de la Audiencia.
La edición número 15 del festival presentó 89 películas, 10 eventos y 30 sesiones interactivas. El evento atrajo a 450 cineastas e invitados de la industria, además de una cifra superior a los 13 mil espectadores.

## Premios entregados en el festival
- Premio Borsos a la mejor película canadiense
- Premio Borsos al mejor guion
- Premio Borsos al mejor director
- Mejor documental mundial
- Mejor película estudiantil
- Premio MPPIA al mejor documental
- Premio Pandora de la Audiencia